# Nội chiến Yemen (2014–nay)
Nội chiến Yemen là cuộc chiến giữa chính phủ Yemen ở Aden (Do tổng thống hiện tại, Hadi lãnh đạo) nhằm chống lại Lực lượng Phiến quân Houthis.
Ngày 22 tháng 3 năm 2015, các cuộc tấn công bắt đầu với trận đánh tại Taiz Governorate. Ngày 25 tháng 3 năm 2015, lần lượt Taiz, Mocha và Lahij rơi vào tay của Lực lượng Phiến quân Houthis và họ tiếp tục tấn công xuống vùng ngoại ô Aden, nơi chính phủ của Tổng thống Hadi nắm quyền. Cũng cùng ngày 25 tháng 3 năm 2015, Tổng thống Hadi đã bỏ trốn khỏi đất nước. Tính đến ngày 02 tháng 4 năm 2015, có ít nhất 158 người đã thiệt mạng tại Aden. Không lâu sau, vào tháng 4 năm 2015, Lực lượng phong trào nam Yemen đã bắt đầu gia nhập với Chính phủ của Hadi, nhưng hai phe vẫn xung đột với nhau mặc dù đã liên minh.

## Bối cảnh
Tháng 1 năm 2015, Lực lượng Phiến quân Houthis cướp chính quyền ở thủ đô Sana'a, khiến tổng thống Abd Rabbuh Mansur Hadi và các bộ trưởng của ông phải từ chức. Ngày 21 tháng 2 năm 2015, một tháng sau khi Hadi bị phiến quân Houthi giam lỏng tại Sana'a, ông đã trốn thoát khỏi thủ đô đến đến Aden, thủ đô cũ của Miền nam Yemen. Trong một phát biểu trên truyền hình từ quê hương mình, ông tuyên bố việc phiến quân Houthi tiếp quản là bất hợp pháp và hủy bỏ quyết định từ chức tổng thống của ông tại Yemen.
Sau Vụ đánh bom nhà thờ Hồi giáo Sana'a diễn ra vào ngày 20 tháng 3 năm 2015, trong một phát biểu trên truyền hình, Abdul-Malik al-Houthi, lãnh đạo của Lực lượng Phiến quân Houthis, cho biết việc nhóm của ông phát động chiến tranh là "bắt buộc" trong hoàn cảnh hiện tại. Tổng thống Hadi đã bỏ trốn đến Aden lần thứ 2 và tuyên bố Aden là thủ đô tạm thời của Yemen, sau khi phiến quân Houthi tuyên bố chiếm được căn cứ không quân al-Annad, lúc đó Sana'a vẫn đang nằm trong sự kiểm soát của họ. Đài truyền hình quốc gia Yemen, hiện do Houthis kiểm soát, đã tuyên bố treo thưởng gần 100.000 USD cho ai bắt được ông Hadi.

## Can thiệp quân sự
Ả Rập Xê Út dẫn đầu cho sự can thiệp quân sự của 10 quốc gia chống lại Lực lượng Phiến quân Houthis bắt đầu vào buổi tối ngày 25 tháng 3 và tiếp tục vào đêm ngày 26 tháng 3, ném bom xuyên suốt khắp các vị trí của Sana'a. Trong một tuyên bố chung, các quốc gia trong Hội đồng Hợp tác vùng Vịnh cho biết họ đã quyết định can thiệp chống lại Houthis ở Yemen theo yêu cầu của chính phủ Hadi. Vua Salman của Saudi Arabia tuyên bố Lực lượng Không quân Hoàng gia Ả Rập Xê Út được toàn quyền kiểm soát không phận Yemen trong vòng vài giờ bắt đầu hoạt động. Các cuộc không kích nhằm cản trở Houthis hướng về Tổng thống Hadi ở miền Nam của Yemen.
Theo Reuters, các máy bay từ Ai Cập, Maroc, Jordan, Sudan, Kuwait, Các Tiểu vương quốc Ả Rập Thống nhất, Qatar và Bahrain cũng tham gia vào các hoạt động này. Iran lên án các cuộc không kích thân Ả Rập Xê Út và kêu gọi ngay lập tức phải chấm dứt các cuộc tấn công Yemen.

### Liên đoàn Ả Rập
Tại Ai Cập, Ngoại trưởng Yemeni kêu gọi Liên đoàn Ả Rập can thiệp quân sự để chống lại Houthis. Ý tưởng về một đội quân chung lần đầu tiên được Tổng thống Ai Cập Abdel Fattah el-Sisi đưa ra.
Liên đoàn Ả Rập đã công bố thành lập một lực lượng quân sự thống nhất để đối phó với cuộc xung đột ở Yemen và Libya.
Ả Rập Xê Út đã bắt đầu không kích nước láng giềng Yemen vào ngày 25 tháng 3 năm 2015, báo trước sự khởi đầu của sự can thiệp quân sự ở Yemen, có tên mã Operation Decisive Storm (Arabic: عملية عاصفة الحزم) bởi liên minh của một số Quốc gia Ả Rập.
Theo Reuters, các máy bay từ Ai Cập, Maroc, Jordan, Sudan, Kuwait, Các Tiểu vương quốc Ả Rập Thống nhất, Qatar và Bahrain cũng tham gia vào các hoạt động này. Ngoài ra, Ai Cập, Pakistan, Jordan và Sudan cũng đã sẵn sàng để tham gia vào các cuộc tấn công bằng đường bộ.

### Bối cảnh
Trong Mùa xuân Ả Rập, người Yemen đã thành công trong việc lật đổ chính phủ độc tài của cố Tổng thống Yemen, Ali Abdullah Saleh, vào năm 2012. Tuy nhiên Tổng thống mới Hadi không thành công trong công cuộc đoàn kết người dân, trong một nước có nhiều chia rẽ sâu đậm. Houthis (hay Ansar Allah), một phong trào và nhóm quân sự Shia Zaidi ở miền Bắc nước này, mà đã hình thành từ những lực lượng vũ trang vào năm 1994, cảm thấy là trong những quá trình chính trị quyết định bị đẩy ra ngoài lề. Họ, được cho là có hậu thuẫn của Iran, hội nhập với nhóm trong quân đội trung thành với cựu tổng thống Saleh bắt đầu công cuộc giành quyền kiểm soát chính quyền Yemen thông qua một loạt hành động vào năm 2014 và năm 2015, mà Ả Rập Xê Út và nhiều quốc gia khác lên án là coup d'état vi hiến. Đến ngày 25 tháng 3 năm 2015, tổng thống được quốc tế công nhận Abd Rabbuh Mansur Hadi phải trốn ở Aden, Nam Yemen, nơi ông tuyên bố là thủ đô tạm thời của Yemen. Các lực lượng Shia nổi dậy đang di chuyển đến thành phố cảng này, nơi mà hàng ngàn quân đội chính phủ đang phòng thủ. Một phần của phe tấn công được lãnh đạo bởi Ahmed Saleh, con trai của cựu tổng thống Ali Abdullah Saleh, đã bị hạ bệ năm 2012, mong muốn là sẽ dành lại quyền lực.
Stephen Seche, một cựu đại sứ Hoa Kỳ tại Yemen, cho là các nước vùng vịnh đã phóng đại vai trò của Iran đối với lực lượng Houthis và thêm vào: "Với cuộc can thiệp quân sự này, thế giới Sunni muốn nói với Iran: hãy rời khỏi sân sau của chúng tôi". Các viên chức Ả Rập Xê Út cho rằng Iran đã đứng đằng sau các cuộc tấn công về quân sự của nhóm Houthis để họ có thể dành thêm ảnh hưởng tại một thủ đô khác ở Trung Đông và làm mất ổn định vùng biên giới miền Nam của Ả Rập Xê Út.
Trong cuộc tấn công vào miền Nam của Houthis, Ả Rập Xê Út đã bắt đầu thực hiện tập trung quân sự tại vùng biên giới với Yemen. Để đáp trả lại, một chỉ huy Houthis khoe rằng quân đội của ông sẽ trả đũa bất kỳ sự xâm lăng nào của Ả Rập Xê Út và sẽ không dừng lại cho đến khi họ đã chiếm được Riyadh, thủ đô của Ả Rập Xê Út.
Ngoại trưởng Yemen, Riad Yassin, đã yêu cầu sự trợ giúp quân sự của khối Liên đoàn Ả Rập vào ngày 25 tháng 3 năm 2015, giữa các tường thuật rằng Tổng thống Hadi đã chạy trốn khỏi thủ đô tạm thời. Một quan chức UAE đã bày tỏ quan ngại của các quốc gia Ả Rập vùng Vịnh về mối ảnh hưởng ngày càng tăng của Iran (đối thủ khu vực của Ả Rập Xê Út) tại Yemen thông qua Lực lượng Phiến quân Houthis.
Ngày 26 tháng 3 năm 2015, Đài truyền hình của Ả Rập Xê Út, Al-Ekhbariya TV, đưa tin rằng Tổng thống Hadi đã đến một căn cứ không quân tại Al-Riyadh và được tiếp đón bởi Bộ trưởng Bộ Quốc phòng Ả Rập Xê Út, Mohammad bin Salman Al Saud. Không rõ Hadi đi từ Aden đến Riyadh bằng con đường nào.

### Chiến dịch oanh kích
Theo một quan chức Ả Rập Xê Út, 10 quốc gia đã đồng ý can thiệp quân sự để chống lại Houthis, bắt đầu vào tối ngày 25 tháng 3 năm 2015 và tiếp tục vào đên ngày 26 tháng 3 năm 2015, với việc Lực lượng Không quân Hoàng gia Ả Rập Xê Út ném bom nhiều vị trí khắp Sana'a và nơi khác ở Yemen. Trong một tuyên bố chung, các quốc gia thuộc Hội đồng Hợp tác vùng Vịnh (ngoại trừ Oman) nói rằng họ đã quyết định can thiệp chống lại Houthis ở Yemen theo đề nghị của Chính phủ của Tổng thống Hadi. Theo thông tấn xã Ả Rập Xê Út, Al Arabiya, Ả Rập Xê Út đã gửi 100 máy bay chiến đấu và hơn 150.000 binh sĩ tham gia các hoạt động ở Yemen. Theo Reuters, các máy bay Ai Cập, Maroc, Jordan, Sudan, Kuwait, Các Tiểu vương quốc Ả Rập Thống nhất, Qatar và Bahrain cũng đã tham gia vào các hoạt động quân sự này. Ngoài ra, Ai Cập, Pakistan, Jordan và Sudan đã sẵn sàng tham gia vào một cuộc tấn công bằng đường bộ. Kuwait đã gửi 3 phi đội F/A-18 Hornet đến Ả Rập Xê Út để tham gia vào cuộc tấn công Yemen. Các Tiểu vương quốc Ả Rập Thống nhất, Bahrain và Maroc đã tham gia với gần 44 máy bay phản lực.
Liên minh do Ả Rập Xê Út dẫn đầu đã tuyên bố không phận Yemen là khu vực hạn chế, và vua Salman tuyên bố RSAF kiểm soát hoàn toàn khu vực. Al Arabiya nói rằng đợt oanh kích đầu tiên nhắm vào một căn cứ không quân ở thủ đô Sana'a và phá hủy phần lớn lực lượng phòng không của Yemen. Theo các quan chức Ả Rập Xê Út, các cuộc không kích cũng đã phá hủy một số máy bay chiến đấu Yemen trên mặt đất.
Đài truyền hình Al-Masirah TV, do lực lượng Houthis kiểm soát, đã phát đi tin tức cho thấy một cuộc không kích vào các cư dân phía Bắc của Sana'a, làm hàng chục người thương vong trong đó có trẻ em. PressTV và Al-Alam cũng dẫn lời của trẻ em trong số các nạn nhân.
Các cuộc không kích của Ả Rập Xê Út vào ngày 26 tháng 3 cũng đánh trúng Căn cứ không quân Al Anad, một cơ sở lực lượng tác chiến đặc biệt cũ Hoa Kỳ ở Lahij Governorate bị Houthis chiếm cứ vào đầu tuần này. Các mục tiêu cũng được cho là bao gồm căn cứ tên lửa ở Sanaa bị kiểm soát bởi Lực lượng Houthis và các kho nhiên liệu ở đó.

### Vai trò của hải quân
Bốn tàu hải quân của Ai Cập đã vượt qua Kênh đào Suez hướng tới Yemen trong một sứ mệnh đảm bảo an ninh cho Vịnh Aden và nhóm tàu này đến Biển Đỏ vào cuối 26 tháng 3 năm 2015.
Quân đội Saudi đe dọa sẽ phá hủy bất cứ tàu nào mà tìm cách vào cảng ở Yemen.

### Cuộc chiến giữa Al qaeda và Yemen
Bài viết chi tiết: Yemen trấn áp Al-qaeda
Al qaede bắt đầu tấn công vào Yemen từ ngày 14 tháng 1 năm 2010 và cũng là tổ chức chịu trách nhiệm cho hàng loạt các cuộc đáng bom tại nước này, ví dụ như: Tấn công đại sứ quán Hoa Kỳ, cuộc đánh bom nhằm vào tàu USS Cole và các du khách nước ngoài tại Yemen. Tuy nhiên Yemen cũng tiến hành nhiều cuộc chiến chống lại hoạt động của tổ chức này kèm thêm sự hỗ trợ về tiền bạc và hậu cần từ quân đội Hoa Kỳ. Nhờ đó Yemen đã tiến hành hàng loạt các chiến dịch lớn nhỏ nhằm trấn áp Al qaeda.

## Các giai đoạn giao tranh

### Năm 2014
- Ngày 16 tháng 9, các phiến quân Houthis đã tiến đến Sana'a và bắt đầu giao tranh với quân chính phủ.
- Ngày 18 tháng 9, đã có 40 người chết .
- Ngày 21 tháng 9, đã có thêm 60 người chết, khi đó Hadi vẫn đang kiểm soát Sana'a. Sana'a chỉ rơi vào tay phe Houthis khi mà họ đã chiếm được tổng hành dinh của phe ủng hộ Hadi.

### Năm 2015
- Sau khi thành công chiếm được Sana'a, ngày 6 tháng 2, Houthis tuyên bố giải tán Quốc hội Yemen.
- Ngày 19 tháng 3, Quân đội Yemen (Hadi lãnh đạo) đã bảo vệ thành công sân bay Aden trong cuộc tấn công của Houthis.
- Ngày 22 tháng 3, Chiến dịc Ma'rib bắt đầu và kéo dài cho đến nay.
- Ngày 24 tháng 3: Trận Dhale bắt đầu. Lực lượng Houthis chiếm giữ các tòa nhà hành chính ở Dhale và tiến vào thành phố trong những trận giao tranh ác liệt.
- Ngày 25 tháng 3: Tổng thống Abdrabbuh Mansur Hadi rời khỏi thủ đô Sana'a của Yemen. Cùng ngày, Ả Rập Xê Út bắt đầu không kích Houthis ở Yemen. Trận Aden (2015) bắt đầu cùng ngày 25 tháng 3.
- Ngày 26 tháng 3: Chiến dịch Abyan bắt đầu.
- Ngày 27 tháng 3: Các lực lượng Ả Rập Xê Út và Ai Cập dẫn đầu liên quân tấn công các vị trí ở Yemen trong ngày thứ hai liên tiếp, khiến 10 người chết ở chính quyền Saada . Saudi Arabia cũng tuyên bố " vùng cấm bay " sẽ được thực thi. Cùng ngày hôm đó, cuộc nổi dậy Lahij bắt đầu.
- Ngày 28 tháng 3, Ả Rập Xê Út đã tuyên bố phá hủy 1 kho tên lửa đạn đạo của Houthis.
- Ngày 29 tháng 3, Pakistan đã bất chấp lệnh cấm bay và điều 1 chiếc Boeing-747 đến để sơ tán các công dân của nước mình. Cùng ngày, chiến dịch Shabwah bắt đầu.
- Ngày 30 tháng 3, Trung Quốc sơ tán công dân nước mình khỏi Yemen do lo ngại về an ninh. Các cuộc không kích của Ả Rập Xê Út cùng ngày đã giết chết ít nhất 40 người ở quận Harad.
- Ngày 2 tháng 4: Al-Qaeda tấn công một nhà tù ở Al Mukalla , giải thoát 270 tù nhân trong quá trình này. Xung đột biên giới Ả Rập Xê Út - Yemen (2015 - nay), trận Mukalla (2015) bắt đầu.